# De tre eksistensmærker
I buddhismen er de tre eksistensmærker tre karakteristika (Pali: tilakkhaṇa; sanskrit: त्रिलक्षण, trilakṣaṇa) for al eksistens og alle væsner: midlertidighed (aniccā), utilfredsstillelse eller lidelse (duḥkha),  og ikke-selv (anattā).    Disse tre karakteristika er nævnt i vers 277, 278 og 279 i Dhammapada.  At mennesker udsættes for vrangforestillinger om de tre mærker, at denne vildfarelse resulterer i lidelse, og at fjernelse af denne vildfarelse resulterer i slutningen af lidelsen, er et centralt tema i De Fire Ædle Sandheder og Den Ædle Ottefoldige Vej.   

## Beskrivelse
De tre kendetegn er: 
- sabbe saṅkhārā aniccā - "alle saṅkhāras (betingede ting) er midlertidige"
- sabbe saṅkhārā dukkhā - "alle saṅkhāras er utilfredsstillende"
- sabbe dhammā anattā - "alle dharma'er (konditionerede eller ukonditionerede ting) er ikke-selv" [7]

I Mahayana-buddhismens sutra Yogācārabhūmi-Śāstra er der imidlertid fire egenskaber beskrevet i stedet for tre: 
- midlertidighed (anityākāra),
- lidelse (duḥkhākāra),
- tomhed (*śūnyākāra),
- uselviskhed (anātmākāra).

I sutraen "Spørgsmålene til Nāga-kongen Sāgara" Sāgaranāgarājaparipṛcchā  er disse fire kendetegn defineret som: 
- alle sammensatte fænomener er midlertidige (anitya);
- alle betingede fænomener lider (duḥkha);
- alle fænomener er uden selv (anātman);
- nirvāṇa er fredelig/fred (śānta/śānti).

I Samyukta Agama er der en anden sammensætning, idet Buddha underviste i midlertidighed, ikke-selv og nirvana som de tre Dharma-segl. Her erstatter nirvana dukkha som det tredje Dharma-segl   : 

## Forklaring

### Anicca
Midlertidighed (Pali: anicca, Sanskrit anitya) betyder, at alle betingede ting (saṅkhāra) er i en konstant strøm af tilstande. Buddhismen siger, at alle fysiske og mentale begivenheder bliver til og opløses.  Menneskelivet legemliggør denne flux i aldringsprocessen og cyklussen af gentagen fødsel og død (Samsara); intet varer ved, og alt forfalder. Dette gælder for alle væsener og deres omgivelser, herunder væsener, der er genfødt som deva (gud) og i naraka (helvede).   Dette er i modsætning til nirvana, den virkelighed, der er nicca, eller kender ikke ændring, forfald eller død. 

### Dukkha
Dukkha (sanskrit duhkha) betyder "utilfredsstillelse, lidelse, smerte".   
Dukkha inkluderer de fysiske og mentale lidelser, der følger hver genfødsel, aldring, sygdom, død; utilfredshed med at få det, som et man ønsker at undgå eller ikke få det ønskede, og ingen tilfredshed fra sankhara dukkha, hvor alt er konditioneret og konditionerende, eller fordi ikke alle ting opleves som midlertidige og uden nogen essens.   

### Anatta
Anatta (Sanskrit: anatman) er læren om "ikke-selv" - at der ikke er noget uforanderligt, permanent selv eller en sjæl i levende væsener og ingen vedvarende essens i noget eller i nogen fænomener.  
Mens anicca og dukkha gælder for "alle betingede fænomener" (saṅkhārā), har anattā et bredere omfang, fordi det gælder for alle dhammā hvadend der er tale om noget "betinget" eller "ubetinget".  Således er nirvana også en tilstand af "uden selv" eller anatta.  Udtrykket "sabbe dhamma anatta" inkluderer inden for sit sigte hvert skandha (samling, bunke), der komponerer ethvert væsen, og troen "jeg er" er et tegn på forledning, der skal ødelægges for at afslutte hele dukkha.  Anattā-doktrinen i buddhismen benægter, at der er noget, der kaldes et 'selv' i enhver person eller noget andet, og at en tro på 'jeget' er en kilde til dukkha .   Nogle buddhistiske traditioner og lærde fortolker imidlertid anatta-læren strengt med hensyn til de fem aggregater snarere end som en universel sandhed.    Religionsforsker Alexander Wynne kalder anattā en "ikke-selv"-lære snarere end en "intet-selv"-lære.  

## Anvendelse
I buddhismen er uvidenhed om (avidyā eller moha; dvs. en manglende direkte forståelse) de tre eksistensmærker betragtet som det første led i rejsen gennem saṃsāra, hvorved et væsen er genstand for gentagne eksistenser i en endeløs cyklus af dukkha. Som følge heraf, siges det at opløse denne uvidenhed gennem direkte indsigt i de tre mærker, at bringe en stopper for saṃsāra og som et resultat deraf, bringe dukkha til ophør (dukkha nirodha eller nirodha sacca, som beskrevet i den tredje af de fire ædle sandheder). 
Gautama Buddha prædikede, at alle væsener, der er betinget af årsager (saṅkhāra), er midlertidige (anicca) og oplever dukkha, og at ikke-selv (anattā) karakteriserer alle dhamma'er, hvilket betyder, at der ikke er noget "jeg", "mig" eller "mine", i hverken det konditionerede eller det ubetingede (dvs. nibbāna).   Undervisningen om de tre eksistensmærker i krediteres i Tipitaka'en til Buddha.   